# アンカリング
アンカリング（英: Anchoring）とは、
1. アンカーと呼ばれる先に与える情報が判断を歪めアンカーに近づく心理学の現象。本項で詳述する。
2. 船舶を錨を使って係留すること。

アンカリングとは認知バイアスの一種であり、先行する何らかの数値（アンカー）によって後の数値の判断が歪められ、判断された数値がアンカーに近づく傾向をさす。係留とも呼ばれる。
例えば、「国連加盟国のうちアフリカの国の割合はいくらか」という質問をしたときに、質問の前に「65%よりも大きいか小さいか」と尋ねた場合（中央値45%）、「10%よりも大きいか小さいか」と尋ねた場合（中央値25%）よりも、大きい数値の回答が得られるという。
また、数値を明確に提示しなくてもバイアスは生じる。「8×7×6×5×4×3×2×1」または「1×2×3×4×5×6×7×8」という計算の結果を、5秒以内に推測してもらった場合、前者（中央値2,250）のほうが後者（中央値512）よりも大きい推測の値が得られたという（正答はどちらも40,320となる。なお、この計算は8の階乗である）。
他の例に、ダン・アリエリーが、ニューヨーク・タイムズによるベストセラー本に選出された著書『予想どおりに不合理』で挙げたものがある。まず講義の聴衆に対し、彼らの社会保障番号の下2桁と同じ値段（ドル）で、ワインやチョコレートなど6種の品物を買うかどうかを質問した。その後、その品物に最大でいくら払えるかを質問したところ、社会保障番号の下2桁の数字が大きい人ほど、高い値段で買おうとする傾向が見られた。
アンカリングはマーケティングでもよく使われるが、マーケティングで使う場合は景品表示法に注意が必要である。

## メカニズム

### 「不十分な調整」説
エイモス・トベルスキーとダニエル・カーネマンは、ヒューリスティックおよび認知バイアスの観点からアンカリングの説明を試みた。彼らによれば、与えられたアンカーの数値（および中途半端に終わった計算結果）を始点とし、そこから数値の調整を行なう結果、最終的な予測値がアンカーに歪み、不十分な調整になってしまうという。

### 選択的アクセシビリティ
アンカーが提示されたとき、その数値の根拠となるような情報へのアクセスが増加するために、アンカリングが生じる、とする説。例えば、先ほどの国連加盟国の例であれば、65%という高いアンカーが提示された場合は、「アフリカ大陸は非常に大きい」というような、高いアンカーの根拠となるような情報を集めてしまう。

### 原論文
英文
- Tversky, A; Kahneman, D (September 27, 1974). “Judgment under Uncertainty: Heuristics and Biases” (PDF). Science (American Association for the Advancement of Science) 185 (4157):  1124-1131. doi:10.1126/science.185.4157.1124. ISSN 0036-8075. JSTOR 00368075. LCCN 17-24346. OCLC 1644869. PMID 17835457.
- Ariely, Dan; Loewenstein, George; Prelec, Drazen (February 2003). “"Coherent arbitrariness": Stable demand curves without stable preferences” (PDF). Quarterly Journal of Economics (Oxford University Press) 118 (1):  73-106. doi:10.1162/00335530360535153. ISSN 0033-5533. JSTOR 00335533. OCLC 1763227.
- Mussweiler, T; Strack, F (June 11, 1998). “Hypothesis-consistent testing and semantic priming in the anchoring paradigm: A selective accessibility model” (PDF). Journal of Experimental Social Psychology (Elsevier B.V.) 35 (2):  136-164. doi:10.1006/jesp.1998.1364. ISSN 0022-1031. OCLC 01754583.

和文
- 杉本, 崇、高野, 陽太郎「対象に関する知識量が少ない場合のアンカリング効果：意味的過程説と数的過程説の比較」『認知心理学研究』第8巻第2号、日本認知心理学会、2011年2月、145-151頁、ISSN 1348-7264、NAID 130000784378、OCLC 663900937、NCID AA11971335。
- 遠藤, 由美「自己紹介場面での緊張と透明性錯覚」『実験社会心理学研究』第46巻第1号、日本グループ・ダイナミックス学会、2007年3月、53-62頁、ISSN 0387-7973、NAID 130000303315、OCLC 60618406、NCID AN00104794。

### 書籍
洋書
- Tversky A; Kahneman D (April 30, 1982). Judgment under Uncertainty: Heuristics and Biases (1st ed.). Cambridge: Cambridge University Press. ASIN 0521284147. ISBN 9780521284141. NCID BA04267946. LCCN 81-10042. OCLC 7578020. ASIN B00D2WQFP2 (Kindle)

和書
- ダン・アリエリー 著、熊谷 淳子 訳『予想どおりに不合理―行動経済学が明かす「あなたがそれを選ぶわけ」』早川書房〈ハヤカワ文庫NF〉、2013年8月23日。ASIN 4150503915。ISBN 978-4150503918。 NCID BB13696871。OCLC 857379757。全国書誌番号:22294112。ASIN B00K1A75N4（Kindle版）。